# Jerzy Andrzej Huk

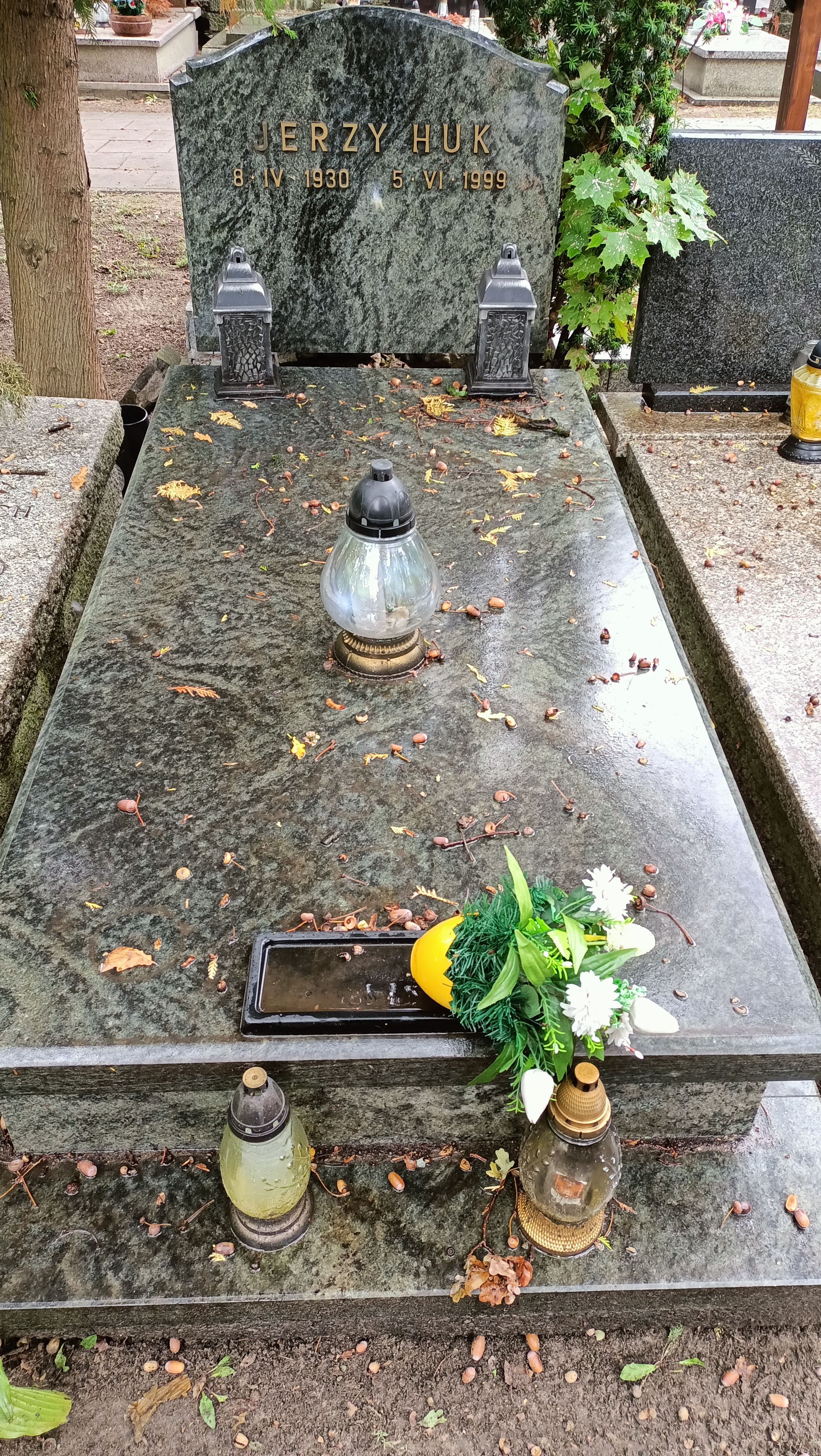
Grób Jerzego Andrzeja Huka na Cmentarzu Wojskowym na Powązkach

Jerzy Andrzej Huk (ur. 8 kwietnia 1930 w Ustrzykach Dolnych, zm. 5 czerwca 1999 w Warszawie) – polski inżynier.   	 	 	 	

## Biografia
Urodził się 8 kwietnia 1930 w Ustrzykach Dolnych. Jego rodzicami byli Maria i Antoni.
Tytuł zawodowy magistra inżyniera (specjalność ekonomika i organizacja przemysłu budowy maszyn) uzyskał w Moskiewskim Instytucie Inżynieryjno-Ekonomicznym im. Sergo Ordżonikidze, gdzie studiował w latach 1950–1955. Tam poznał prof. Seweryna Chajtmana, który zatrudnił go w kierowanym przez siebie Oddziale Inżynieryjno-Ekonomicznym na Wydziale Mechanicznym Technologicznym Politechniki Warszawskiej, pracował tam do roku 1960.
Równolegle był zatrudniany: w 1956 w Warszawskich Zakładach Radiowych im. Marcina Kasprzaka, w latach 1957–1959 w Instytucie Organizacji Przemysłu Maszynowego „Orgmasz” w Warszawie i w latach 1959–1960 w Zakładach Mechanicznych „Ursus”.
W latach 1968–1978 kierował Zjednoczeniem Automatyki i Aparatury „Mera”, mając znaczący wpływ na ówczesny intensywny rozwój informatyki w Polsce. Potem był wiceministrem w Ministerstwie Przemysłu Maszynowego (1978–1983), a następnie pracował w Przedsiębiorstwie Handlu Zagranicznego „Metronex.
Zmarł w Warszawie w 2000 r. Został pochowany na Cmentarzu Wojskowym na Powązkach.

## Stanowiska
- starszy asystent na Wydziale Mechanicznym Technologicznym Politechniki Warszawskiej (1955–1960)
- inżynier w Warszawskich Zakładach Radiowych im. Marcina Kasprzaka (1956)
- pracownik naukowy Instytutu Organizacji Przemysłu Maszynowego „Orgmasz” w Warszawie (1957-1959)
- starszy inżynier w Dziale Organizacji Produkcji Zakładów Mechanicznych „Ursus” (1959-1960)
- dyrektor naczelny Zjednoczenia Automatyki i Aparatury „Mera” (1968–1978)
- wiceminister w Ministerstwie Przemysłu Maszynowego (1978-1983)
- dyrektor delegatury Przedsiębiorstwa Handlu Zagranicznego „Metronex” w Berlinie (1983-1988)
- dyrektor warszawskiego biura nr 3 PHZ „Metronex”

## Wybrane publikacje
- J. Huk, „Rozwój techniki w PRL”, Wydawnictwo Naukowo-Techniczne 1965